# Trippeldrabet på Frederiksberg
Trippeldrabet på Frederiksberg fandt sted den 11. november 2015 i en lejlighed på Frederiksberg. Her blev tre unge mænd – Mike Patrick Vinther, Phillip F. L. Rasmussen og Suhaib Khalil Jaffar – dræbt med skud fra et jagtgevær og en pistol, mens de lå og sov. I 2018 blev den 34-årige Bandidos-rocker Ian Ramm Hansen kendt skyldig i det tredobbelte drab og idømt fængsel på livstid, mens den 25-årige Benyamin Rahimi blev idømt 12 års fængsel for at have taget del i forberedelserne.
Motivet til trippeldrabet er ikke kendt med sikkerhed, men menes at bunde i alvorlige uoverensstemmelser i det kriminelle miljø, som også de tre dræbte var en del af. De var med i en Vanløse-gruppering kaldet "Holdet", der nogle uger inden det tredobbelte drab var kommet i konflikt med personer med tilknytning til rockergruppen Bandidos.

## Baggrund

### Konflikt mellem Bandidos og Vanløsegruppen
Vanløsegruppen var i konflikt med rockergruppen Bandidos, blandt andet på grund af drabet på Ian Ramm Hansens lillebror Jon Patorra i 2012. Dengang valgte politiet at fængsle en håndfuld fra gruppen af hensyn til deres sikkerhed. To personer fra Vanløsegruppen blev dømt for drabet. Politiets efterforskning viste, at Vanløsegruppen havde gjort sig upopulær i de kriminelle miljøer. Udover hashsalg fra gruppens hovedkvarter i en rygerklub i Vanløse stod gruppen bag flere overtrædelser af våbenloven, indbrud, falsknerier, røverier, drabsforsøg – og mere end ét tilfælde af vold med døden til følge.
Mike Patrick Vinther, Phillip F. L. Rasmussen og Suhaib Khalil Jaffar var en del af Vanløsegruppen, der internt blev kaldet "Holdet" – som blandt andre også talte tidligere bandefolk fra gadebanden Loyal to Familia. I slutningen af oktober 2015 var der et møde mellem "Holdet" og folk fra Bandidos. Mødet fandt sted den 27. oktober 2015 på parkeringspladsen på toppen af indkøbscentret Rødovre Centrum, hvor Bandidos-rockeren, Umar Asghar, blev stukket ned. Forud for mødet havde der også været flere hændelser i Vestre Fængsel mellem folk fra "Holdet" og Bandidos; ved en lejlighed fik en Bandidos-tilhænger tæsk – og ved en anden lejlighed blev en 35-årig højtstående Bandidos-rocker ydmyget.

## Drabene
Mike Vinther, Philip Rasmussen og Suhaib Jaffar blev dræbt tidligt om morgenen den 11. november 2015. Drabene fandt sted i en 30 kvadratmeter etværelses lejlighed på Christian Paulsens Vej 26 på Frederiksberg. De blev skudt og dræbt, mens de lå og sov. Et døgn efter fandt en kammerat de unge mænd og alarmerede politiet. Politiet kaldte drabene, hvor der blev benyttet to forskellige våben, for direkte likvideringer. Den 12. november 2015 blev der afholdt obduktioner af de afdøde. Obduktionerne viste, at de var blevet dræbt med skud. Der var anvendt både et jagtgevær og en pistol i forbindelse med drabene, oplyste Københavns Politi.

### Ofre
- Mike Patrick Vinther var 24 år og fra Esbjerg. Han havde været en del af Bandidos i Esbjerg, men havde ifølge politiet uoverensstemmelser med rockergruppen. Han fik sin daglige gang i København fra primo 2015 og blev dengang anholdt og varetægtsfængslet for ulovlig våbenbesiddelse. Han blev løsladt i oktober 2015.[4]
- Phillip Farcinsen Leth Rasmussen var 19 år og fra Esbjerg. Som 5-årig fik han diagnosen ADHD, mens han som 13-årig første gang gjorde sig til kriminel, da han stjal en bil. Siden fulgte adskillige lovovertrædelser i Esbjerg.[9] Han havde været en del af Bandidos i Esbjerg, men havde ifølge politiet uoverensstemmelser med rockergruppen. Han fik sin daglige gang i København fra primo 2015 og blev dengang anholdt og varetægtsfængslet for ulovlig våbenbesiddelse. Han blev løsladt i oktober 2015.[4]
- Suhaib Khalil Jaffar var 23 år og arbejdede som idrætslærer på Iqra Privatskole, der ligger på Nørrebro i København. Jaffar blev på et tidspunkt fremstillet i grundlovsforhør med krav om varetægtsfængsling for grov vold. Jaffars lillebror blev i 2013 idømt otte års fængsel for dødsvold mod den 20-årige pædagogstuderende Ali Agha, der i oktober 2012 blev banket ihjel af fire gerningsmænd på et stisystem ved Tingbjerg.[10]

### Mulig hævnaktion
Efter trippeldrabet anskaffede en gruppe venner til de dræbte sig fire skydevåben, som politiet mente skulle bruges til en hævnaktion. Den 11. januar 2016 gennemførte politiet en anholdelsesaktion med efterfølgende ransagninger flere steder i landet. Anholdelser og ransagningerne fandt sted i Storkøbenhavn, på Sjælland, på Fyn og i Jylland. Der blev anholdt i alt 13 personer og gennemført 19 ransagninger. De anholdte var alle mænd med en anden etnisk oprindelse end dansk, og de var i alderen fra 16-30 år. 
Efterforskningen viste, at de anholdte efter politiets overbevisning i de to måneder efter drabene havde skaffet sig fire forskellige våben i forbindelse med mulig hævn af drabene på deres venner. Der var tale om tre skarpladte pistoler og en skarpladt jagtriffel, som alle blev handlet ved særskilte episoder og derfor løbende blev beslaglagt i forbindelse med efterforskningen. Politiet valgte ved aktionen at anholde de personer, der var identificeret som både leverandører og købere af våbnene, men også personer, der havde deltaget aktivt i planlægningen om at skaffe våben. Politiets efterforskning af trippeldrabet og den formodede hævnaktion førte til i alt 25 anholdelser for ulovlig våbenbesiddelse.

### Efterforskning
Lejligheden bar ikke præg af kamp, og de dræbte blev fundet liggende i henholdsvis en seng og på en madras på gulvet. Politiet arbejdede derfor med en teori om, at de er blevet opsøgt, mens de lå og sov. Politiets efterforskning viste, at det tredobbelte drab med stor sandsynlighed skete omkring klokken 03.40, hvor et vidne hørte 5-6 knald eller brag, ligesom der blev set to mænd på stilladset foran den lejligheden, de tre unge mænd lå og sov i. Vidnet forklarede om to mænd, der kort før kl. 04.00 var på et stillads, der var opstillet ved den ejendom, hvor drabene skete. De to mænd kørte efterfølgende væk i en mindre mørk bil. Politiets teknikere kunne konstatere, at gerningsmændene var kommet ind i lejligheden på anden sal via stilladset. Lejlighedsblokken på Christian Paulsens Vej var på daværende tidspunkt i gang med at få installeret nye vinduer og derfor var der opstillet stillads hele vejen rundt om boligblokken, med gangpassager ved hver etage. Derfor fjernede Københavns Politi den del af stilladset, som var placeret ud for en altan og flere vinduer ind til lejligheden, hvor de tre afdøde blev fundet, for at sikre det som spor i sagen.
Politiet var på bar bund i de to første måneder af drabsefterforskningen, indtil en kriminaltekniker kiggede på et af projektilerne. Han mente, at det kom fra én bestemt type revolver. Derfor gik politiet i medierne og efterlyste revolveren, som aldrig er blevet fundet – men politiet blev kontaktet af en mand, der mente, han havde været til stede den dag, revolveren blev overdraget i en kolonihave – 10 timer før drabene. Revolveren var en sjælden Smith & Wesson-kaliber .38. Det var i januar 2016, at en 45-årig familiefar kontaktede politiet og fortalte, at han havde været med til at klargøre og prøveskyde våbnet i kolonihaven i Herlev. Den 45-årige mand var til stede ved prøveskydningen, og to gange holdt han kortvarigt revolveren i hånden, før en 55-årig bekendt, der havde affyret to skud op i luften med våbnet, solgte revolveren videre til en af gerningsmændene til trippeldrabet. I oktober 2016 tilstod den 55-årige mand for lukkede døre ved Retten på Frederiksberg, at han dagen før det tredobbelte drab hentede og klargjorde den revolver, som formodes at være brugt ved trippeldrabet samme nat. Han vidste dog ifølge politiet intet om, hvad revolveren skulle bruges til, da han hentede den i en container i Herlev. Herefter kørte han til en kolonihave i Herlev, pudsede og prøveskød revolveren, inden den blev solgt sammen med ammunition. Prisen var 10.000 kr. Den 55-årige våbensælger blev straffet med halvandet års ubetinget fængsel. I den straf indgik dog også, at han blev afsløret med nogle små mængder hash og kokain, nogle kastestjerner og bl.a. 45 kg ulovligt fyrværkeri, da politiet i april 2016 foretog en ransagning på den container på Hørkær i Herlev, hvor han havde hentet revolveren. Den 45-årige familiefar blev i retten straffet med en dom på et års betinget fængsel for sin erkendte rolle i våbenforsyningen.
Den 18. april 2016 blev ni personer mellem 22 og 32 år anholdt i en politiaktion i forbindelse med det tredobbelte drab. Fem af dem havde forbindelse til rockergruppen Bandidos. Seks af dem sigtes for drab, til dels for medvirken til drab og for våbenbesiddelse. De tre øvrige blev løsladt efter endt afhøring. Efterforskningen blev ledet af den nu tidligere drabschef i Københavns Politi Jens Møller Jensen.

## Retssagen
Retssagen mod de tre mænd, som var tiltalt for medvirken til trippeldrabet begyndte den 9. marts 2017 ved Retten på Frederiksberg. De tre tiltalte i sagen var; det 34-årige Bandidos-medlem, Ian Ramm Hansen, dennes svoger, 27-årige Jimi Øgendahl samt 25-årige Benyamin Rahimi. De tre tiltalte mænd for selve trippeldrabet havde ifølge anklageskriftet fået hjælp af en eller muligvis to medgerningsmænd. Dels af Bandidos-rockeren Umar Ashgar, der nåede at blive sigtet og varetægtsfængslet for det tredobbelte drab, inden han i juni 2016 begik selvmord i sin celle i Holbæk Arrest. Den 24-årige Umar Mohammed Asghar, var ifølge politiet ved sin anholdelse såkaldt Sgt.-at-arms – også kaldet krigsminister – i en af Bandidos' afdelinger. Under retssagen fremlagde anklageren Jakob Buch-Jepsen en rapsang. Ifølge anklageren viste rapsangen, at drabene på de tre ofre i drabssagen var planlagt og tilsyneladende kendt i Bandidos-kredse. "Sangen og dens ordlyd er, efter anklagemyndighedens opfattelse, et udtryk for, at drabet på de tre personer har været planlagt" udtalte anklageren. Ian Ramm Hansen afviste, at rapsangen handlede om trippeldrabene. I stedet fortalte han, at de hjemmelavede rapsange ofte blev afspillet i Bandidos' klubhus i Vanløse.
Drabene blev ifølge anklagemyndigheden begået omkring klokken 03.40, hvor vidner havde set to personer på et bygningsstillads foran ejendommen. Gerningsmændene var angiveligt kommet ind i lejligheden ved at klatre op på stativet og ind af et køkkenvindue. Under retssagen blev Ian Ramm Hansen konfronteret med, at der i vindueskarmen og på en stilladsplade ved gerningsstedet var fundet aftryk af en Fred Perry sko. Netop det mærke fandt politiet i entréen i hans hjem. Det kan ikke udelukkes, at det var netop disse sko, der blev brugt ved gerningsstedet, fremgik det af en erklæring. Derudover havde han også brugt mærket "Coup de Grace", som betyder nådesstød. Ifølge politiet gives det som hæder til en person, der har slået ihjel for Bandidos.
Det var politiets vurdering, at der var fem motiver til det tredobbelte drab:
- En spirende konflikt mellem navngivne personer i Bandidos og medlemmer af Vanløsegruppen, som de tre dræbte ifølge politiets opfattelse tilhørte.
- Et hævnmotiv for et overfald, der kostede Ian Ramm Hansens lillebror, Jon Patorra, livet i september 2012.
- Et overfald, hvor Bandidos-rockeren Umar Asghar blev overfaldet og stukket med kniv under et møde med de tre dræbte.
- Et overfald, hvor de tre dræbte overfaldt Benyamin Rahimi og gav ham tæv.
- Dels et par episoder i Vestre Fængsel i begyndelsen af oktober 2015, hvor blandt andet et fremtrædende Bandidos-medlem blev ydmyget af en af de tre dræbte.

Den 9. maj 2017 blev Ian Ramm Hansen kendt skyldig i de tre drab og idømt fængsel på livstid. Dermed lagde Retten på Frederiksberg sig op af den straf, som anklagemyndigheden havde krævet, mens hans forsvarer, Berit Ernst, argumenterede for en straf på 16 års fængsel. Nævningetinget lagde ved Retten på Frederiksberg i dommen vægt på, at Ian Ramm Hansen var den sidste, som var i besiddelse af det skydevåben, politiet mente blev brugt til drabene. Han valgte selv at udeblive under domsafsigelsen. Benyamin Rahimi blev kendt skyldig i medvirken til det tredobbelte drab, da han udpegede den lejlighed på Christian Paulsens Vej, hvor ofrene lå og sov. Rahimi blev idømt 10 års fængsel og slap dermed for den forvaringsdom, som Retslægerådet havde anbefalet. Jimi Øgendahl blev frikendt for medvirken til drab. Han blev dog kendt skyldig i våbenbesiddelse og våbenoverdragelse, idet retten fandt, at han fremskaffede revolveren. Han blev idømt en fængselsstraf på 1 år og 10 måneder og modtog dommen. Retten på Frederiksberg tilkendte også de efterladte erstatning. Ian Ramm Hansen og Benyamin Rahimi skulle samlet betale cirka 415.000 kroner.

### Ankesagen
Ian Ramm Hansen og Benyamin Rahimi ankede deres domme på stedet. Den 8. marts 2018 fik Ramm Hansen stadfæstet sin livstidsdom af Østre Landsret. Rahimi blev idømt 12 års fængsel. Rahimi blev også mentalundersøgt. Det viste sig, at han havde bipolar affektiv sindslidelse – tidligere kendt som maniodepressiv psykose. Han blev derfor først anbragt på en psykiatrisk afdeling. Tilstanden er ifølge retten forbigående, og han var ikke utilregnelig på gerningstidspunktet. Der var dog ikke enighed i Østre Landsret, som afsagde dommen på 12 års fængsel. En stemte for forvaring, 16 stemte for 12 års fængsel, mens en enkelt stemte for at idømme ham 10 år – ligesom i byretten.

### Dømte i drabssagen
- Ian Ramm Hansen 34 år (2017). Fuldgyldigt medlem af Bandidos, hvor han har titlen sergent of arms, dvs. krigsminister. Han har flere domme bag sig, blandt andet en fængselsdom på to år for vold og trusler om vold mod tjenestemand. Ifølge den mentalerklæring, som der blev læst op af i retten, er han normalt begavet, men mangler empati for andre mennesker.[22] Hans lillebror, Jon Patorra, blev knivdræbt i september 2012.
- Benyamin Rahimi 25 år (2017). Han har flere domme bag sig, blandt andet for røveri og trusler. Han er flygtning fra Afghanistan og kom til Danmark som toårig. Han er ifølge den mentalerklæring, der blev læst op i retten, normalt begavet, lider af narcissistiske træk og er uden reel anger.[22]
- Jimi Øgendahl 27 år (2017). Han er ikke medlem af Bandidos, men har tidligere været medlem af flere af rockerklubbens støttegrupper. Har flere domme bag sig, blandt andet for røveri og for at have kørt uden førerret.[22]